# Australoplana sanguinea
Espèce
Australoplana sanguinea est une espèce de vers plats terrestres du genre Australoplana et de la famille des Geoplanidae (sous-famille des Rhynchodeminae). Elle se trouve en Australie orientale. Il s'agit d'une espèce invasive, arrivée en Nouvelle-Zélande et qui se retrouve parfois en Europe (France, Royaume-Uni).

## Systématique
Le nom valide complet (avec auteur) de ce taxon est Australoplana sanguinea (Moseley, 1877).
Ce taxon porte en français le nom vernaculaire ou normalisé suivant : Ver plat d'Australie.

### Synonymes
Australoplana sanguinea a pour synonymes :
- Australopacifica sanguinea (Moseley, 1877) ;
- Caenoplana sanguinea Moseley, 1877 ;
- Geoplana sanguinea Moseley, 1877.

### Sous-espèces
Selon World Register of Marine Species (21 janvier 2024), une sous-espèce a été identifiée : Australoplana sanguinea alba (Jones, 1981).

## Sources

### Publication originale
(en) Henry Nottidge Moseley, « Notes on the Structure of several forms of land planarians, with a description of two new genera and several new species, and a list of all species at present known », Quarterly Journal of Microscopical Science, Nouvelle Série, vol. 18, 1877, p. 273-292, pl. XX